# Tituly a vyznamenání Alberta II. Belgického

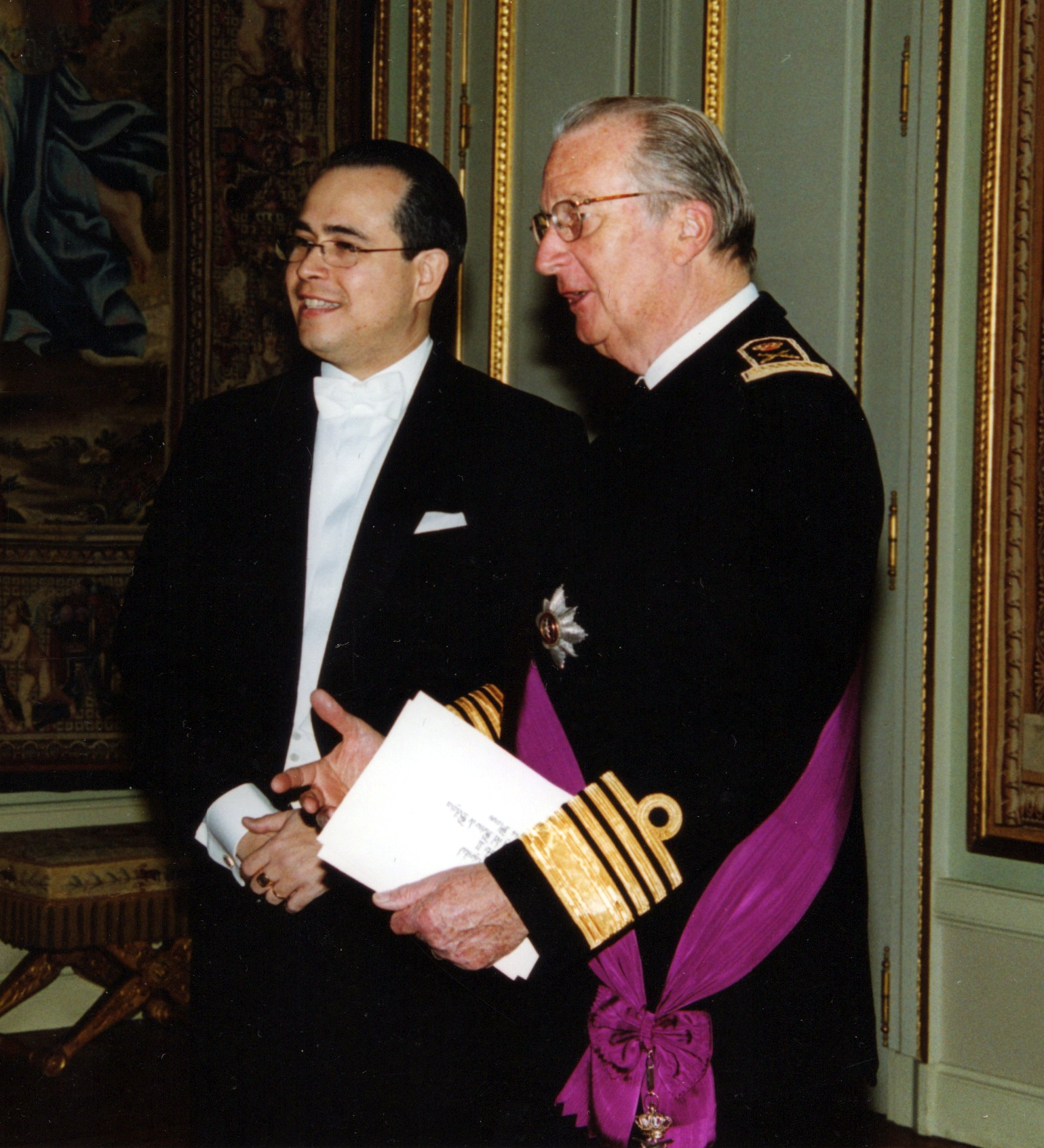
Král Albert II. Belgický v námořní uniformě s šerpou Řádu Leopolda (2005)

Albert II. Belgický během svého života obdržel řadu titulů a vyznamenání, která získal jak před nástupem na trůn, tak během své vlády. Během své vlády v období od 9. srpna 1993 do 21. července 2013 byl také velmistrem belgických řádů.

## Tituly
- 9. srpna 1993 – 21. července 2013: Jeho Veličenstvo král Belgičanů
- 21. července 2013 – dosud: Jeho Veličenstvo král Albert II.

Po své abdikaci 21. července 2013 se Albert II. rozhodl nadále používat oslovení Jeho Veličenstvo král Albert II., který používal po abdikaci již jeho otec Leopold III.

Erb Alberta II. Belgického jakožto krále Belgičanů

## Vyznamenání

Erb Alberta II. Belgického jakožto rytíře Řádu Serafínů

### Belgická vyznamenání

#### Velmistr

Královský monogram Alberta II. Belgického

- Řád Leopolda
- Řád Leopolda II.
- Řád africké hvězdy
- Královský řád lva
- Řád koruny

#### Osobní vyznamenání

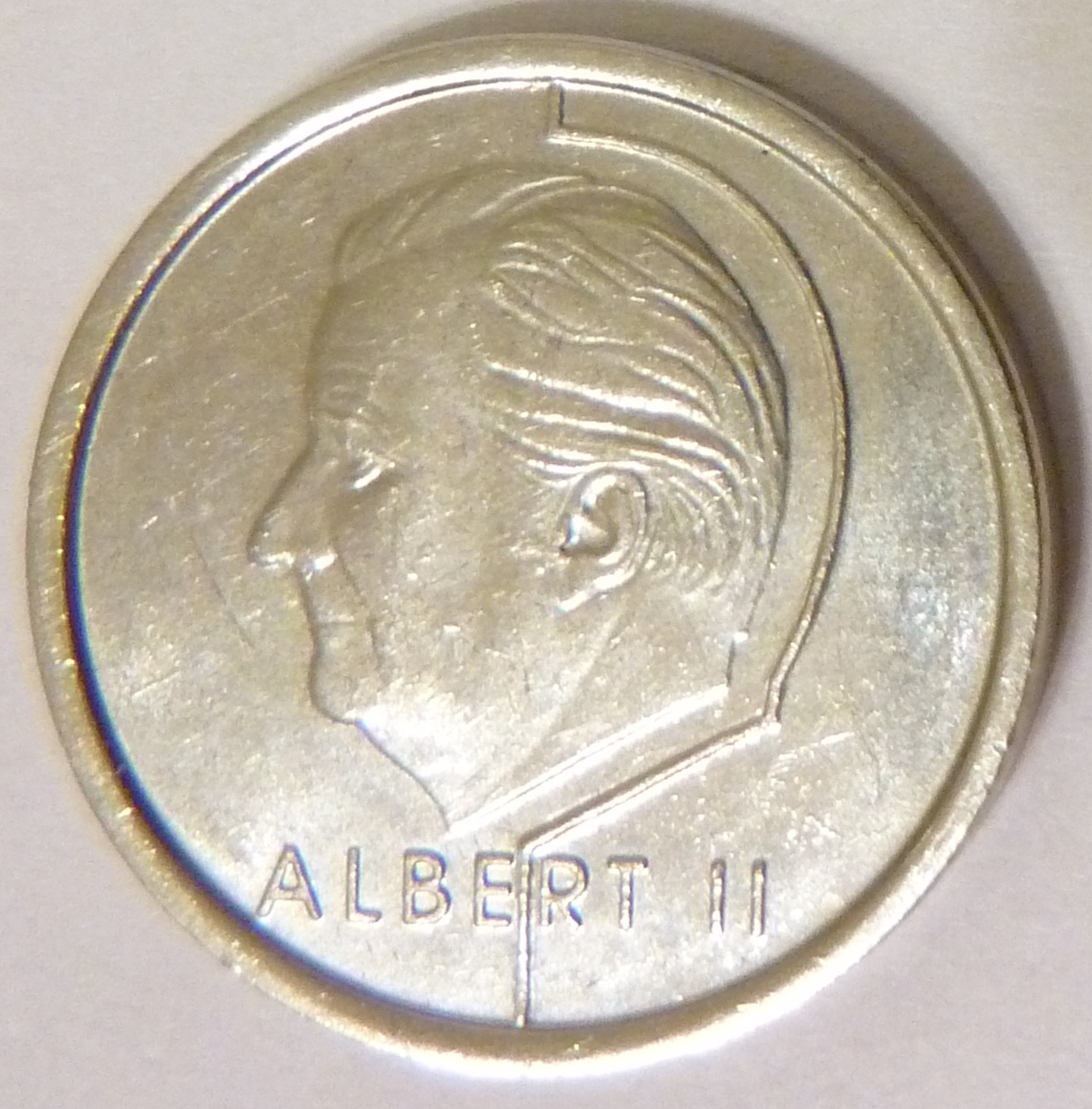
Portrét Alberta II. Belgického na minci o nominální hodnotě 1 frank

- velkokříž Řád Leopolda

### Zahraniční vyznamenání
- Argentina
  -  velkokříž s řetězem Řádu osvoboditele generála San Martína
- Bulharsko
  -  velkokříž Řádu Stará planina – 2003
- Dánsko
  -  rytíř Řádu slona – 18. června 1968[1][2]
  -  velkokříž Řádu Dannebrog
- Ekvádor
  -  velkokříž s řetězem Národního řádu svatého Vavřince
- Estonsko
  -  Řád kříže země Panny Marie I. třídy s řádovým řetězem – 5. června 2008[3]
- Etiopie
  -  řetěz Řádu královny ze Sáby
- Finsko
  -  velkokříž s řetězem Řádu bílé růže – 1996[4]
- Francie
  -  velkokříž Řádu čestné legie
- Gabon
  -  velkokříž Národního řádu za zásluhy
- Island
  -  velkokříž Řádu islandského sokola – 16. října 1979
- Itálie
  -  velkokříž Řádu zásluh o Italskou republiku – 29. října 1973[5]
  -  velkokříž s řetězem Řádu zásluh o Italskou republiku – 19. května 1998[6]
- Japonsko
  -  velkokříž s řetězem Řádu chryzantémy – 22. října 1996
- Jižní Korea
  -  Řád za zásluhy v diplomatických službách nižší I. třídy
- Kamerun
  -  velkokříž Řádu za zásluhy
- Kolumbie
  -  velkokříž Řádu Boyacá
- Konžská demokratická republika
  -  velkokříž Národního řádu levharta
- Litva
  -  velkokříž Řádu Vitolda Velikého se zlatým řetězem – 16. března 2006[7]
- Lotyšsko
  -  velkokříž s řetězem Řádu tří hvězd – 19.  dubna 2007 – udělila prezidentka Vaira Vīķe-Freiberga[8]
- Lucembursko
  -  Nasavský domácí řád zlatého lva
- Maďarsko
  -  velkokříž s řetězem Záslužného řádu Maďarské republiky – 2002[9]
- Malajsie
  -  čestný velkokomtur Řádu obránce říše
- Maroko
  - speciální třída Řádu Muhammada – 5. října 2004
- Mexiko
  -  řádový řetěz Řádu aztéckého orla
- Monako
  -  velkokříž Řádu svatého Karla – 1957
- Německo
  -  velkokříž speciální třídy Záslužného řádu Spolkové republiky Německo
- Nizozemsko
  -  velkokříž Řádu nizozemského lva
  -  Svatební medaile princezny Beatrix Nizozemské a Clause van Amsberga
- Norsko
  -  velkokříž s řetězem Řádu svatého Olafa – 1964
- Peru
  -  velkokříž s diamanty Řádu peruánského slunce
- Polsko
  -  Řád bílé orlice – 10. května 1999
  -  velkokříž Řádu za zásluhy Polské republiky
- Portugalsko
  -  velkokříž Řádu avizských rytířů – 11. prosince 1985[10]
  -  velkokříž s řetězem Řádu prince Jindřicha – 13. prosince 1999[10]
- Rakousko
  -  velkohvězda Čestného odznaku Za zásluhy o Rakouskou republiku – 1958[11]
  -  1291. rytíř Řádu zlatého rouna
- Rumunsko
  -  velkokříž s řetězem Řádu rumunské hvězdy – 2009
- Řecko
  -  velkokříž Řádu Spasitele
- Senegal
  -  velkokříž Řádu za zásluhy
- Slovensko
  -  Řád bílého dvojkříže I. třídy – 23. října 2008
- Spojené království
  -  čestný rytíř velkokříže Královského Viktoriina řádu – 9. května 1966[12]
- Španělsko
  -  rytíř Řádu zlatého rouna – 16. září 1994 – udělil král Juan Carlos I.[13]
  -  velkokříž Řádu Karla III. – 15. listopadu 1977[14]
- Švédsko
  -  rytíř Řádu Serafínů – 31. března 1996
  -  Medaile k 50. narozeninám krále Karla XVI. Gustava – 30. dubna 1996
- Tunisko
  -  velkostuha Řádu republiky
- Vatikán
  -  velkokříž s řetězem Rytířského řádu Božího hrobu jeruzalémského
  -  velkokříž s řetězem Řádu Pia IX.
- Venezuela
  -  velkokříž s řetězem Řádu osvoboditele

## Akademické tituly

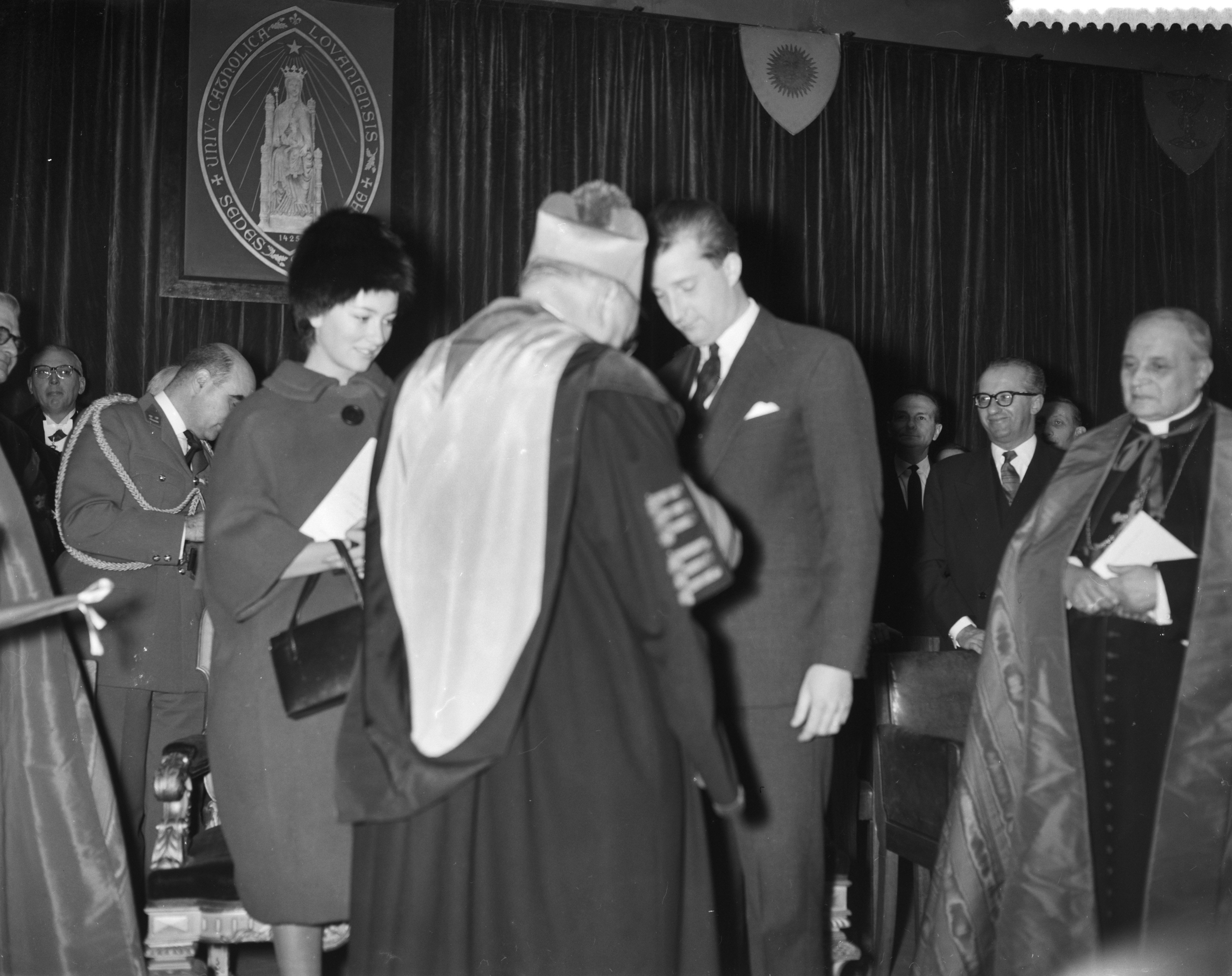
Princ Albert přijímá čestný doktorát Univerzity v Lovani

### Doctor honoris causa
- Katolická univerzita v Lovani
- Univerzita svatého Ludvíka
- Gentská univerzita
- Université Libre de Bruxelles